# Schaumbergstadion
Das Schaumbergstadion ist ein Fußballstadion in Theley mit einem Fassungsvermögen von ca. 9.000 Zuschauern, das überwiegend für Spiele des VfB Theley und seiner Jugendmannschaften genutzt wird. 
Bis 1960 trug der Verein seine Heimspiele auf einem Spielfeld auf dem nahe gelegenen Keltenplatz aus. Nachdem der VfB Theley 1958 in die 2. Liga Südwest aufgestiegen war, errichtete die Gemeinde Theley das Schaumbergstadion, benannt nach dem bei Theley gelegenen Schaumberg. Der Zuschauerrekord von 8.000 Besuchern wurde bei einem Spiel zwischen dem VfB Theley und Borussia Neunkirchen in der Regionalliga Südwest am 20. Januar 1974 aufgestellt. Am 16. Mai 2007 wurde erstmals das Finale des Saarlandpokals im Schaumbergstadion ausgetragen. Pokalsieger vor 3.500 Zuschauern wurde Rot-Weiß Hasborn-Dautweiler mit einem 4:1-Sieg (3:3 n. V.) im Elfmeterschießen gegen den FC 08 Homburg.